# 埃里克·帕拉迪诺
埃里克·帕拉迪諾（英語：Erik Palladino，1968年5月10日—）是美國的一位演員。他最著名的作品是在NBC電視劇急診室的春天中飾演Dr. Dave Malucci角色。他出生在紐約州揚克斯，是加中三個孩子中的幼子。